# シーサイドビルディング
株式会社シーサイドビルディングは、かつて東京都板橋区中板橋に本社を置いていた、レストランの運営ならびにコンサルティング事業を中心とする外食産業企業である。

## 概要
株式会社エムグラントフードサービスに在籍していた代表取締役が、起業支援制度を利用して2011年5月に設立。設立後は代表取締役の出身地の出身地である岩手県内陸地方を中心に、ラーメン店である「とんこつの王様」と居酒屋である「活魚センターたかき」を自社で運営していたほか、エムグラントが展開する「ステーキハンバーグ&サラダバー けん」と株式会社セクションエイトが運営する居酒屋「相席屋」のフランチャイズを展開していた。
しかし、同業者との競争激化などで業績は悪化。2017年11月2日までに運営していた全8店舗を閉店し事業停止。同年11月7日に東京地方裁判所から破産手続開始決定を受けた。なお、一部の店舗は譲渡予定としている。そして2018年6月21日に法人格が消滅した。

## 展開していた店舗
- 「ステーキハンバーグ&サラダバー けん」花巻店 - 岩手県花巻市
- 「とんこつの王様」
  - 盛岡大通店 - 岩手県盛岡市
  - 江刺店 - 岩手県奥州市
  - 花巻店 - 岩手県花巻市
- 「相席屋」
  - 仙台国分町店 - 宮城県仙台市青葉区
  - 沖縄国際通り店 - 沖縄県那覇市
  - 盛岡映画館通り店 - 岩手県盛岡市
- 「活魚センターたかき」 - 岩手県盛岡市